# Heinrich Schulz-Beuthen

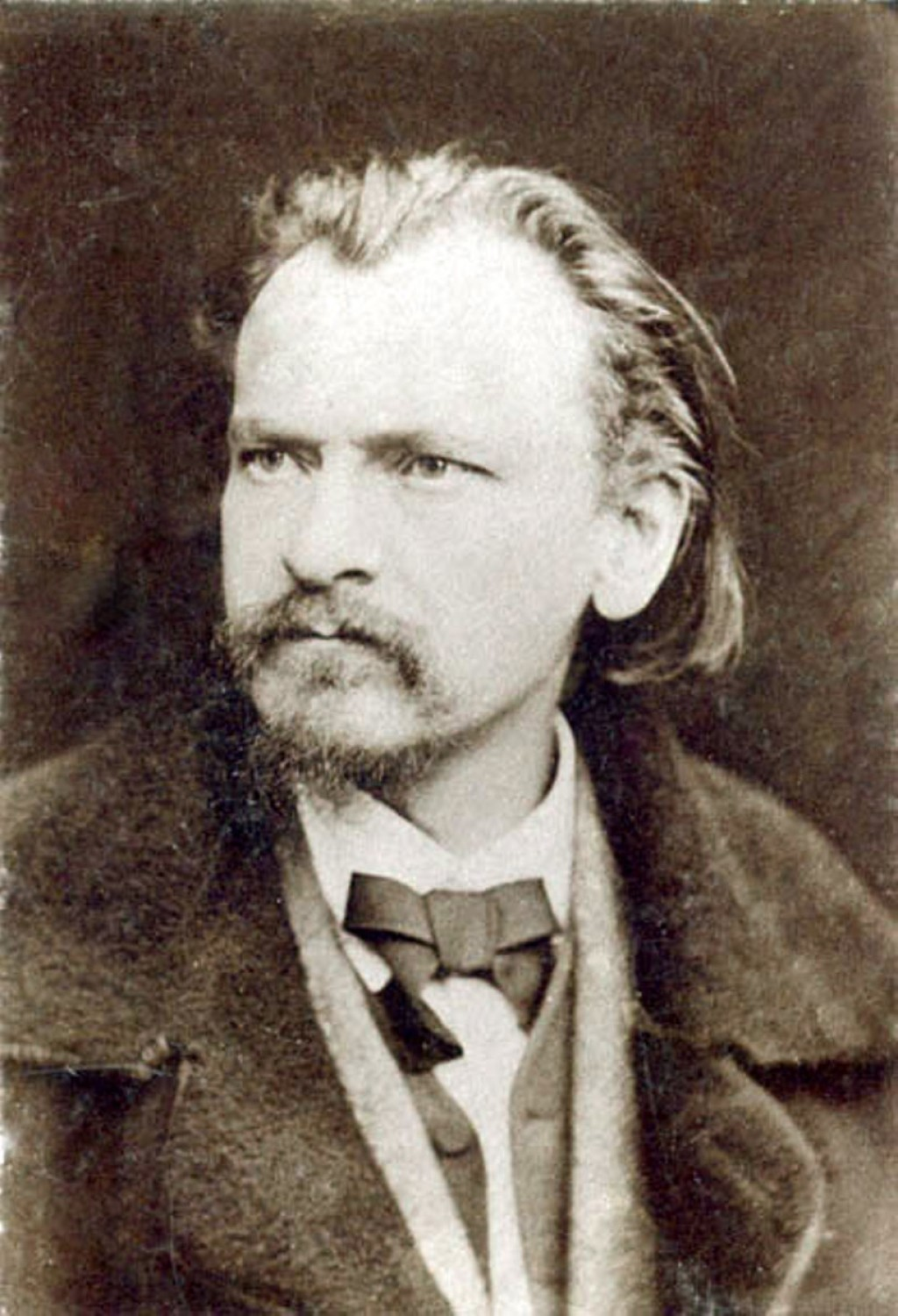
Heinrich Schulz-Beuthen (vor 1915)

Heinrich Schulz-Beuthen (eigentlich Viktor Heinrich Donatien Schulz, * 19. Juni 1838 in Beuthen (heute Bytom, Polen); † 12. März 1915 in Dresden) war ein deutscher Komponist der Romantik.

## Leben und Werk
Heinrich Schulz studierte zunächst in Breslau den Ingenieurstudiengang Hüttenwesen. Er versuchte sich frühzeitig auch im Bereich der Komposition von Ouvertüren, Klavierstücken und Liedern. Die für ein akademisches Fest komponierte Operette Fridolin (Breslau 1862, von Studenten aufgeführt) brachte ihm den künstlerischen Durchbruch. Er traf auf der Grundlage dieses Erfolges die Entscheidung, sich ganz der Musik zu widmen. Er studierte dann von 1862 bis 1865 am Leipziger Konservatorium bei Ignaz Moscheles und Carl Reinecke sowie privat bei dem Chordirigenten Karl Riedel (1827–1888). Der Leipziger Klassizismus kam seinem romantischen Musikgefühl nicht entgegen. Er ging deshalb 1866 nach seinem Studienabschluss nach Zürich, wo er bis 1880 Komposition lehrte. Nach einem Nervenzusammenbruch kehrte er nach Deutschland zurück und lebte von 1880 bis 1893 in Dresden, dann für zwei Jahre in Wien. Ab 1895 wirkte er als Kompositionslehrer am Dresdener Konservatorium. 1911 wurde er hier zum Professor ernannt.
Seine zahlreichen Werke blieben in der Mehrheit Manuskripte. Viele dieser Manuskripte gingen wahrscheinlich 1945 bei dem Bombenangriff auf Dresden verloren. Heinrich Schulz schrieb fünf Opern, acht Programmsymphonien, symphonische Dichtungen, Orchesterstücke, ein Klavierkonzert, Kammer- und Kirchenmusik, Klavierstücke, Chöre und Lieder.